# Цюйцзін
Цюйцзін (кит. спр. 曲靖市, піньїнь: Qǔjìng Shì) — місто-округ в південнокитайській провінції Юньнань.

## Географія
Цюйцзін розташовується у центрі Юньнань-Гуйчжоуського плато — висота понад 1000 метрів над рівнем моря нівелює спекотний клімат низьких широт. Лежить у верхів'ях річки Сіцзян.

### Клімат
Місто знаходиться у зоні, котра характеризується океанічним кліматом субтропічних нагір'їв. Найтепліший місяць — липень із середньою температурою 19.7 °C (67.5 °F). Найхолодніший місяць — січень, із середньою температурою 7.2 °С (45 °F).
| Клімат Цюйцзіна         | Клімат Цюйцзіна | Клімат Цюйцзіна | Клімат Цюйцзіна | Клімат Цюйцзіна | Клімат Цюйцзіна | Клімат Цюйцзіна | Клімат Цюйцзіна | Клімат Цюйцзіна | Клімат Цюйцзіна | Клімат Цюйцзіна | Клімат Цюйцзіна | Клімат Цюйцзіна | Клімат Цюйцзіна |
| Показник                | Січ.            | Лют.            | Бер.            | Квіт.           | Трав.           | Черв.           | Лип.            | Серп.           | Вер.            | Жовт.           | Лист.           | Груд.           | Рік             |
| Середня температура, °C | 7,2             | 9,2             | 12,8            | 16,1            | 18,5            | 19,1            | 19,7            | 19,2            | 17,5            | 14,7            | 11              | 7,9             | 14,4            |
| Норма опадів, мм        | 13.5            | 16.8            | 20              | 38.9            | 112.7           | 202.9           | 198.8           | 192.5           | 131.9           | 84.9            | 36.7            | 13.7            | 1063.3          |
| Днів з опадами          | 11,6            | 9               | 8,5             | 10,5            | 15              | 19,5            | 20,5            | 20,9            | 17,4            | 15,9            | 12,2            | 12,9            | 173,9           |
| Вологість повітря, %    | 65.2            | 61.4            | 58.2            | 60.5            | 66.1            | 75.7            | 78.1            | 77.8            | 77.2            | 75.6            | 72.8            | 68.8            | 69.8            |
| ----------------------- | --------------- | --------------- | --------------- | --------------- | --------------- | --------------- | --------------- | --------------- | --------------- | --------------- | --------------- | --------------- | --------------- |
| Джерело: Weatherbase    |                 |                 |                 |                 |                 |                 |                 |                 |                 |                 |                 |                 |                 |

## Адміністративний поділ
Префектура поділяється на 3 міські райони, 1 місто та 5 повітів:
| Карта                                                          | Карта    | Карта    | Карта            |
| -------------------------------------------------------------- | -------- | -------- | ---------------- |
| Хуейцзе Сюаньвей Чжаньї Фуюань Малун Цілінь Лулян Лопін Шицзун |          |          |                  |
| Статус                                                         | Назва    | Оригінал | Населення (2020) |
| Район                                                          | Малун    | 马龙区   | 193 137          |
| Район                                                          | Цілінь   | 麒麟区   | 996 279          |
| Район                                                          | Чжаньї   | 沾益区   | 405 305          |
| Місто                                                          | Сюаньвей | 宣威市   | 1 189 813        |
| Повіт                                                          | Лопін    | 罗平县   | 535 565          |
| Повіт                                                          | Лулян    | 陆良县   | 599 266          |
| Повіт                                                          | Фуюань   | 富源县   | 675 229          |
| Повіт                                                          | Хуейцзе  | 会泽县   | 794 279          |
| Повіт                                                          | Шицзун   | 师宗县   | 376 902          |